# Heleodromia haenii
Heleodromia haenii är en tvåvingeart som beskrevs av Wagner 1996. Heleodromia haenii ingår i släktet Heleodromia och familjen Brachystomatidae.
Artens utbredningsområde är Frankrike. Inga underarter finns listade i Catalogue of Life.